# 뇌공포증

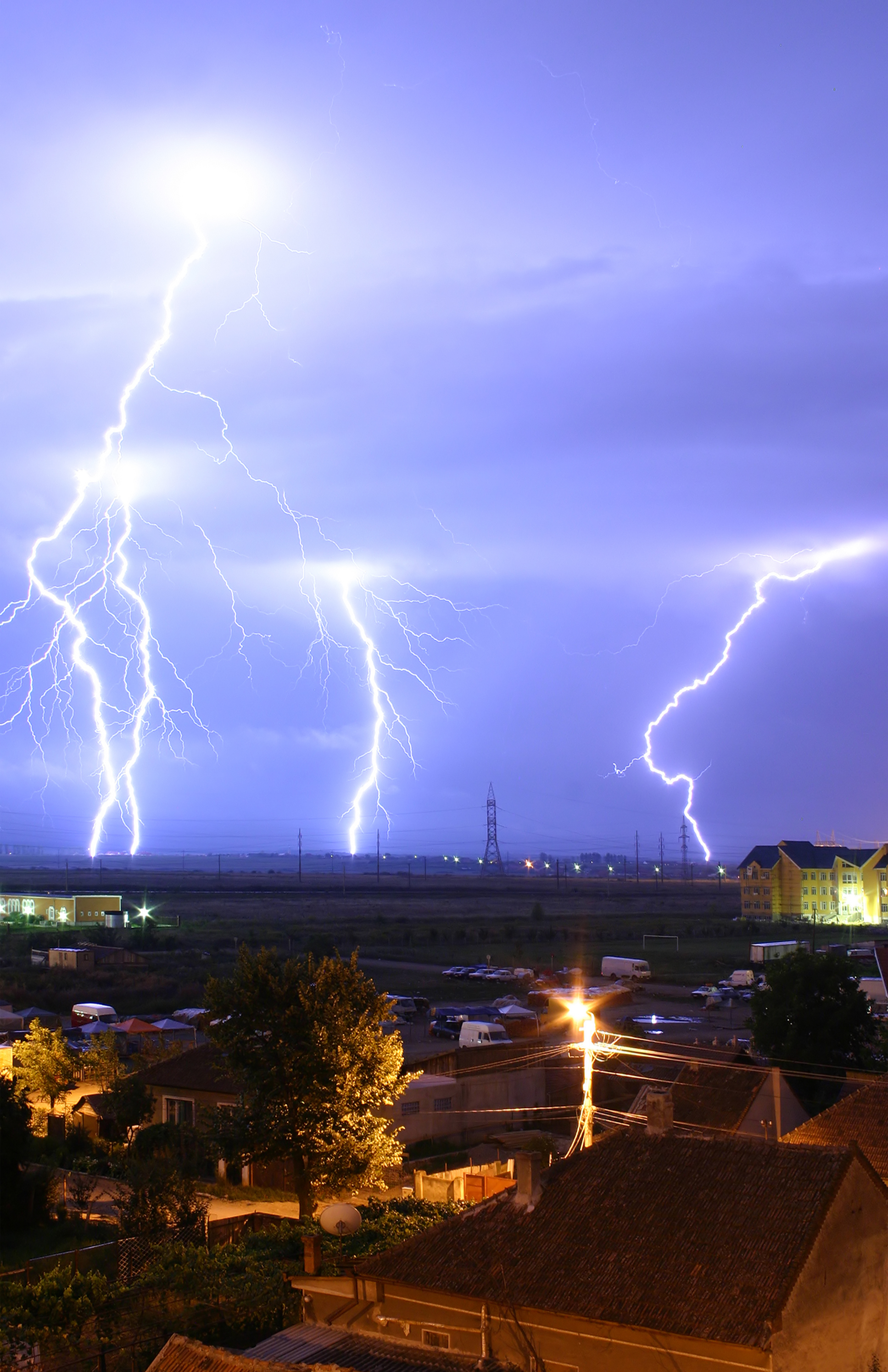

뇌공포증(雷恐怖, astraphobia)는 번개와 천둥을 대상으로 한 공포증이며, 특정 공포증의 일종이다. 인간 뿐만 아니라 인간 이외의 동물에도 생기는데. 치료에 의해 제거할 수 있는 증상이다.

## 같이 보기
- 공포증 목록